# Bray (Saona i Loara)
Bray – miejscowość i gmina we Francji, w regionie Burgundia-Franche-Comté, w departamencie Saona i Loara.
Według danych na rok 1990 gminę zamieszkiwało 138 osób, a gęstość zaludnienia wynosiła 14 osób/km² (wśród 2044 gmin Burgundii Bray plasuje się na 772. miejscu pod względem liczby ludności, natomiast pod względem powierzchni na miejscu 939.).